# Buteshire
Buteshire (także Bute) – hrabstwo historyczne w zachodniej Szkocji, obejmujące grupę wysp w zatoce Firth of Clyde. Ośrodkiem administracyjnym było miasto Rothesay.
Głównymi wyspami należącymi do hrabstwa były Bute i Arran, pozostałe to Great Cumbrae, Little Cumbrae, Inchmarnock, Holy Island i Pladda. Powierzchnia hrabstwa wynosiła 565 km² (0,7% terytorium Szkocji). Liczba ludności w 1887 roku – 17 657, w 1951 roku – 19 283 (0,4% całkowitej populacji Szkocji). Gospodarka hrabstwa opierała się na rolnictwie i rybołówstwie.
Hrabstwo zlikwidowane zostało w wyniku reformy administracyjnej w 1975 roku, włączone do nowo utworzonego regionu administracyjnego Strathclyde. Od 1996 roku terytorium hrabstwa znajduje się w granicach jednostek administracyjnych (council areas) Argyll and Bute i North Ayrshire.